# 제24SS 무장산악사병사단

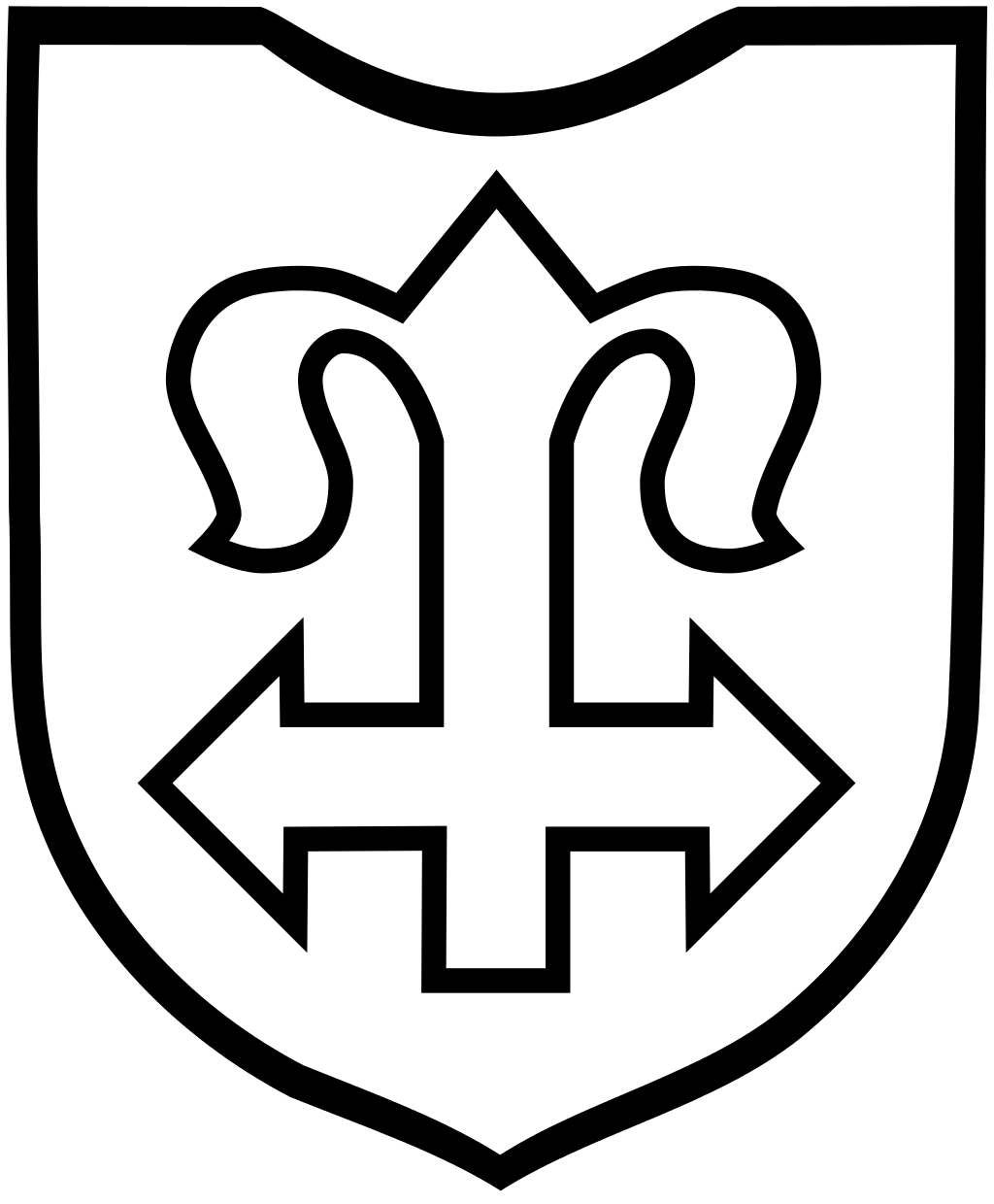

제24SS 무장산악사병사단(24th Waffen Mountain Division of the SS Karstjäger)은 독일 나치당의 무장 부대인 무장친위대의 독일 산악엽병 사단 (군사)으로, 제2차 세계 대전 동안 공식적으로 독일 국방군의 일부가 아니었다. 전후 뉘른베르크 국제군사재판에서 무장친위대는 전쟁 범죄와 반인도적 범죄에 크게 관여했기 때문에 범죄 조직으로 선언되었다. 별칭은 "카르스트 사냥꾼"을 의미하는 "Karstjäger"인 이 부대는 무장친위대가 배치한 38개 사단 중 하나였다. 1944년 7월 18일 SS 볼룬티어 카르스트베어 대대(SS Volunteer Karstwehr Battalion)라는 이름으로 창설된 이 부대의 명목상 전력은 이론적 수준에 지나지 않았으며 사단은 곧 여단 수준으로 축소되었다. 대대, 사단, 여단으로 존재하는 동안 주로 유고슬라비아 왕국, 이탈리아 왕국, 오스트리아 국경의 크라스에서 파르티잔과 싸우는 데 참여했다. 산악 지형에는 전문 산악 부대와 장비가 필요했다.

## 같이 보기
- 무장친위대의 부대 목록
- 무장친위대 계급 및 표장